# Ivano Toccaceli
Ivano Toccaceli (19 gennaio 1968) è un ex calciatore sammarinese, di ruolo difensore.